# Ojo del juicio
El ojo del juicio, también conocido como ojo de los habitantes del medio infierno, es una condición especial de la pupila que se caracteriza por la facultad de dilatarla o contraerla a voluntad de una manera poco común. 
El grimorio anónimo del siglo XVII conocido como la "Clavicula Salomonis" o la "Llave de Salomón" dice en su versión original que esta facultad se ha manifestado de forma natural en escasas personas, y pocos han logrado desarrollarla.
Según los relatos, las personas que poseían esta extraña condición ocular tenían la capacidad de irrumpir en los pensamientos de otras personas y manipularlas a voluntad dependiendo de su habilidad con este don, el cual mantenían muy en secreto, puesto que les había sido otorgado por medio de prácticas ocultistas o seres demoníacos del medio averno que pasaban a ser parte de su cuerpo.
- Datos: Q6049456